# سيدني مايكلز
سيدني مايكلز (بالإنجليزية: Sidney Michaels)‏ هو كاتب مسرحي ومؤلف أمريكي، ولد في 17 أغسطس 1927 في نيويورك في الولايات المتحدة، وتوفي في 22 أبريل 2011.

## وصلات خارجية
- سيدني مايكلز على موقع IMDb (الإنجليزية)
- سيدني مايكلز على موقع قاعدة بيانات برودواي على الإنترنت (الإنجليزية)
- سيدني مايكلز على موقع قاعدة بيانات الفيلم (الإنجليزية)